# Colombscher Signalapparat
Der Colombsche Signalapparat war ein vom englischen Admiral Philip Howard Colomb (1831–1899) erfundener Apparat, der Fernsignale von Schiff zu Schiff bei Tage nach dem Prinzip des Morse-Systems erzeugte. Ein schwarzer, sehr großer Segeltuchzylinder (wie ein chapeau claque eingerichtet) wurde an einem gut sichtbaren Teil des Schiffs plötzlich aufgehisst und nach längerem oder kürzerem Sichtbarsein wieder zusammengeklappt. Die längeren, etwa 6 Sekunden dauernden Erscheinungen bedeuteten den Strich, die kürzen, etwa 1 Sekunde dauernden Erscheinungen den Punkt des Morse-Alphabets und der Morse-Zahlenzeichen. Bei Nacht wurde auf ähnliche Weise durch lange und kurze Lichtblitze mit einem elektrischen oder einem anderen, ein helles Licht erzeugenden Apparat signalisiert. Statt des Segeltuchzylinders wurde auch ein jalousie- oder fächerartiger Apparat benutzt, bei dem durch das Umdrehen der Jalousiestreifen die Figur gefüllt oder durchbrochen erschien.